# Ісе (затока)

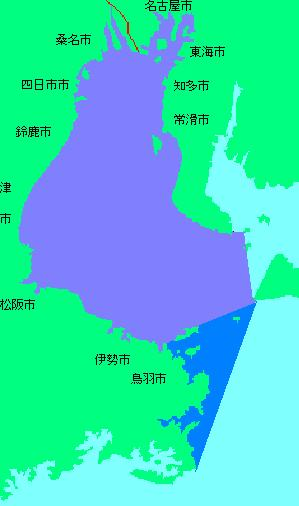
Затока Ісе

Зато́ка Ісе́ (яп. 伊勢湾, いせわん, МФА: [ise waɴ]) — затока в Японії, на тихоокеанському узбережжі центральної частини острова Хонсю. Розташована в прибрежних водах префектур Айті та Міє. З заходу, півночі і сходу оточена півостровами Сіма, Тіта й Ацумі. На півночі в затоку вливаються річки Кісо, Наґара та Ібі. Інша назва — море Ісе (伊勢の海).